# Cluzobra spinulifera
Cluzobra spinulifera är en tvåvingeart som beskrevs av Loïc Matile 1996. Cluzobra spinulifera ingår i släktet Cluzobra och familjen svampmyggor. Inga underarter finns listade i Catalogue of Life.